# Sam Peckinpah
Sam Peckinpah, właśc. David Samuel Peckinpah (ur. 21 lutego 1925 we Fresno, zm. 28 grudnia 1984 w Inglewood) – amerykański reżyser filmowy. Zasłynął jako twórca oryginalnych, nasyconych brutalnością i przemocą filmów, przewartościowujących estetykę westernu.

## Filmografia

### Filmy długometrażowe
- 1983: Weekend Ostermana (The Osterman Weekend)
- 1982: Zły urok (Jinxed!), reż. Don Siegel i Sam Peckinpah
- 1978: Konwój (Convoy)
- 1977: Żelazny Krzyż (Cross of Iron)
- 1975: Elita zabójców (The Killer Elite)
- 1974: Dajcie mi głowę Alfredo Garcii (Bring Me the Head of Alfredo Garcia)
- 1973: Pat Garrett i Billy Kid (Pat Garrett & Billy the Kid)
- 1972: Junior Bonner
- 1972: Ucieczka gangstera (The Getaway)
- 1971: Nędzne psy (Straw Dogs)
- 1970: Ballada o Cable’u Hogue’u (The Ballad of Cable Hogue)
- 1969: Dzika banda (The Wild Bunch)
- 1965: Major Dundee
- 1962: Strzały o zmierzchu (Ride the High Country)
- 1961: Niebezpieczni kompani (The Deadly Companions)

### Filmy telewizyjne i niektóre odcinki seriali
- 1966: Noon Wine
- 1960: Klondike
- 1960–1964: Route 66
- 1960: The Westerner
- 1958: The Rifleman
- 1957–1959: Trackdown
- 1956–1960: Złamana strzała (Broken Arrow)
- 1956: Zane Grey Theater
- 1955–1975: Gunsmoke